# Le Renard (film)
Pour les articles homonymes, voir Le Renard et Renard (homonymie).
Pour plus de détails, voir Fiche technique et Distribution.
Le Renard (The Fox) est un film canadien réalisé par Mark Rydell et sorti en 1967.

## Synopsis
Dans un coin perdu du Canada, deux femmes vivent d'amour tendre dans une petite ferme où elles élèvent des volailles. Jill, la plus fragile, s'occupe des tâches ménagères et de la comptabilité, tandis qu'Ellen prend en charge l'entretien de la propriété, et traque le renard qui vient régulièrement piller le poulailler. Si Jill s'accommode de leurs relations, Ellen reste cependant sexuellement frustrée et recourt à la masturbation. Un soir, Paul Renfield, marin et petit-fils de l'ex-propriétaire décédé, sonne à leur porte croyant trouver son grand-père en vie. N'ayant aucun autre but, Paul leur propose de rester durant ses congés pour s'occuper des lourds travaux. Alors qu'Ellen est irrésistiblement attirée par Paul, Jill ressent de l'aversion. Une nuit, la tension entre les deux femmes engendre leur querelle et Paul les laisse pour aller guetter le renard qu'il tue d'un coup de fusil. Quand arrive la fin de ses congés, Paul retrouve Ellen dans une grange abandonnée où ils font l'amour. Il lui demande de le suivre, mais elle ne peut se résoudre à délaisser Jill pour laquelle elle éprouve toujours une grande tendresse. Paul quitte la ferme et, peu après, écrit à Ellen pour lui demander de l'épouser, proposition qu'elle rejette. Paul réapparaît au moment où les deux femmes s'apprêtent à abattre un vieux chêne. C'est Paul qui s'attelle à la tâche et qui conseille à Jill de s'écarter, mais celle-ci, irritée, ne l'écoute pas et l'arbre la tue en s'abattant sur elle. Ellen et Paul s'en vont après l'inhumation de Jill et la vente de la ferme. De leur histoire triangulaire, secrète et tragique, ne reste que la peau du renard clouée sur la porte de la grange.

## Fiche technique
- Titre original : The Fox
- Titre alternatif anglophone : D.H. Lawrence's The Fox
- Titre français : Le Renard
- Réalisation : Mark Rydell
- Scénario : Lewis John Carlino et Howard Koch d'après le roman The Fox de D.H. Lawrence (1922)
- Assistant-réalisation : Burtt Harris
- Direction artistique : Charles Bailey
- Costumes : Roger Palmer, Leah Rhodes
- Maquillages : Ken Brooke
- Coiffures : James Keeler
- Photographie : William A. Fraker
- Cadrage : Reginald H. Morris, Matt Tundo
- Son : Kay Rose, Des Dollery
- Montage : Thomas Stanford
- Photographe de plateau : Josh Wiener
- Musique : Lalo Schifrin
- Producteur : Raymond Stross[1]
- Producteurs exécutifs : Steve Broidy, Howard Koch
- Directeur de production : Arthur M. Broidy
- Société de production : Motion Pictures International
- Sociétés de distribution : Claridge Pictures (États-Unis), Warner Bros Transatlantic (France)
- Pays d'origine :  Canada
- Langue originale : anglais
- Format : 35 mm — couleur par DeLuxe — 1.77:1 — son monophonique
- Genre : drame
- Durée : 111 minutes
- Dates de sortie : 
  - Canada : 13 décembre 1967
  - France : 31 juillet 1968
- (fr) Classifications CNC : interdit aux -16 ans, Art et Essai (visa d'exploitation no 34395 délivré le 12 juin 1968)
- Affiches : Bill Gold (États-Unis), Raymond Elseviers (Belgique)

## Distribution
- Sandy Dennis : Jill Banford
- Anne Heywood : Ellen March
- Keir Dullea : Paul Renfield
- Glynne Morris : l'agent immobilier

## Musique du film
Musique originale et variations inspirées par le film ; The Sinfonia of London Orchestra dirigé par Lalo Schifrin :
1. The Fox, main title
2. Reflections
3. Paul's Memories
4. Fox Variation 1
5. Frost Trees
6. Lovers
7. The Proposal
8. Fox Variation 2
9. Lonely Road
10. Minuet In C
11. Snowy Bushes
12. That Night
13. Desperate Interlude
14. New Shingles
15. Dripping Icicles
16. Dead Leaf
17. The Blue Vase
18. The Foxhole
19. The Fox Symphony

- Chanson Roll It Over, écrite par Oscar Brand

Le thème principal original composé par Lalo Schifrin, réorchestré par le compositeur et arrangeur Hugo Montenegro, avec un tempo rapide aux sonorités pop de la fin des années 1960, est devenu en France le leitmotiv musical de la marque des lingeries Dim.

Cette utilisation n'est pas inconnue de la production musicale de Lalo Schifrin. Nicolas Saada, qui a établi la genèse de l'album musical, écrit dans le livret : 

« Bien que Le Renard soit probablement l'une des œuvres les plus sérieuses de Schifrin, c'est d'autant plus ironique que son thème est utilisé en France comme musique des spots publicitaires d'un très célèbre fabricant de bas. Ce qui a largement contribué à populariser le thème du Renard, bien qu'il ait été réarrangé d'une façon syncopée et jazzy. C'est pourquoi une étincelante et magnifique version jazz a été incluse dans l'album, prouvant ainsi qu'il est toujours possible d'effectuer de nombreuses variations à partir des merveilleuses compositions de Schifrin. »

## Distinctions

### Récompense
- Golden Globe du meilleur film étranger 1968

### Nominations
- Golden Globes 1968 :  
  - Anne Heywood nommée pour Golden Globe de la meilleure actrice dans un film dramatique
  - Mark Rydell nommé pour le Golden Globe du meilleur réalisateur
  - Lewis John Carlino et Howard Koch nommés pour le Golden Globe du meilleur scénario
- Oscars 1968 : Lalo Schifrin nommé pour l'Oscar de la meilleure musique de film
- Laurel Awards 1968 : Anne Heywood nommée pour le Laurel de la meilleure interprétation féminine
- Grammy Awards 1969 : Lalo Schifrin nommé pour le Grammy de la meilleure musique originale

## Tournage
- Extérieurs : Kleinburg (en), Ontario (Canada).